# San Donato - Regina Pacis (Monza)
Regina Pacis - San Donato è uno dei rioni di Monza situato a sud est della città, che si sviluppa principalmente lungo via Buonarroti, arteria che collega Monza con Brugherio; è conosciuta con il nome di Regina Pacis la sua sezione più a nord, situata oltre la rotatoria tra le vie Mentana e Foscolo, invece la parte di San Donato è quella tutta a sud, nella periferia del capoluogo brianzolo.
È individuabile nella zona compresa tra viale delle industrie, via Salvadori, via Foscolo, via Mentana e il fiume Lambro; inoltre confina con la città di Brugherio e con i quartieri Cederna e Sobborghi. Il viale delle industrie collega inoltre San Donato con San Rocco e Sant'Albino. Esso appartiene amministrativamente alla circoscrizione 2.

## Strutture
Ai piedi del cavalcavia che collega il quartiere con il Centro Storico cittadino sono presenti la stazione, un teatro e lo Stadio Sada, utilizzato dalla squadra calcistica monzese prima della costruzione del Brianteo.